# 卡索尔佐蒙费拉托
卡索尔佐蒙费拉托（義大利語：Casorzo Monferrato），是意大利阿斯蒂省的一个市镇。总面积12.58平方公里，人口672人，人口密度53.4人/平方公里（2009年）。ISTAT代码为005020。